# Serena Armitage
Serena Armitage (* 1981/1982) ist eine britische Produzentin für Film und Fernsehen.

## Leben
Armitage wuchs in Ryedale auf und studierte ab 2000 Britische Literatur an der University of Edinburgh. Sie schloss ihr Studium 2004 mit einem Master ab. Während des Studiums entwickelte sie ein Interesse für den Film und begann erste eigene Filme und Videos zu drehen. Ihre ersten Schritte beim Fernsehen absolvierte sie als Set-Runner.
Sie begann 2005 bei ITV im Werbebereich zu arbeiten und wurde später Produzentin verschiedener Fernsehformate, darunter der Sendungen Piers Morgan’s Life Stories, Paul O’Grady: For The Love Of Dogs sowie von 2011 bis 2015 des Fernsehformats Come Dine With Me, auf dessen Konzept die Sendung Das perfekte Dinner beruht. Im Jahr 2014 gründete sie mit Shan Christopher Ogilvie die Produktionsfirma Bare Golly Films, die 2015 Benjamin Clearys Kurzfilm Stutterer produzierte. Armitage wurde für Stutterer gemeinsam mit Cleary 2016 für einen Oscar in der Kategorie Bester Kurzfilm nominiert.
Armitage lebt, wie Cleary und Ogilvie, in Hackney.

## Auszeichnungen
- 2016: Oscar, Bester Kurzfilm, für Stutterer